# Kapusova muha
Kapusova muha (znanstveno ime Delia radicum) je škodljivec kmetijskih rastlin, predvsem kapusnic.

## Opis
Kapusova muha prezimi kot rdečerjava buba dolga med 6 in 7 mm, plitko v tleh. Konec marca ali v aprilu se iz njih izlegajo hišnim muham podobne muhe, ki so dolge med 5 in 7 mm. Odrasle muhe se hranijo z nektarjem, ličinke pa so velik škodljivec v nasadih kapusnic. Samice so aktivne v toplih dnevih, ko ob koreninski vrat gostiteljskih rastlin izlegajo bela jajčeca, dolga med 0,5 in 1 mm. Samica skupno do 150 jajčec, v skupine po 20. V 8-12 dneh se iz jajčec izležejo ličinke žerke, ki se sprva hranijo s stranskimi koreninami, po nekaj dneh pa se se zavrtajo v glavno korenino in počasi uničujejo rastlino.V severni Evropi ima kapusova muha po eno generacijo, v srednji Evropi dve, v južni in jugovzhodni Evropi pa po tri generacije letno.